# Sperma
Spêrma ali séme oz. seménska tekočína je telesna tekočina, ki jo izločajo moške spolne žleze pri živalih in običajno vsebuje semenčice, katerih funkcija je oploditev ženske spolne celice. Poleg tega lahko, odvisno od živalske skupine, vsebuje še pomožne snovi, ki zagotavljajo preživetje semenčic ali pomagajo pri oploditvi, in (predvsem pri nevretenčarjih) hranilne snovi, ki jih samica absorbira ter uporabi za produkcijo jajčec.
Pri človeku in drugih sesalcih semenčice nastajajo v modih, pomožne snovi pa izločajo semenjak, mehurčasta žleza in prostata. Izvodilo teh se združi s semenovodom, ta pa vodi do sečnice in skozi njo ven iz telesa. Med kopulacijo se posamezne sestavine s pomočjo mišične aktivnosti združijo in iztisnejo iz telesa (izliv ali ejakulacija) ter vstopijo v ženska spolovila, kjer se nahaja eno ali več jajčec za oploditev. Pri živalih z zunanjo oploditvijo se sperma izloči v vodno okolje, semenčice po njem prosto plavajo in s pomočjo kemičnih signalov najdejo jajčeca. Poseben primer so nekatere dvoživke in členonožci, pri katerih samec izloči »paket« semenčic s pomožnimi snovmi - spermatofor, ki ga dovzetna samica pobere in vstavi v svoja spolovila. Pri njih torej ne pride do kopulacije, oploditev pa je vseeno notranja.

## Sperma pri človeku
Normalna količina sperme, ki se izloči z enim izlivom, je pri človeku 2 ml ali več, ima pH 7,2 do 8,0, koncentracijo semenčic 20×106 na mililiter ali več in skupno število semenčic 40×106 ali več.
Po prostornini predstavljajo semenčice le 2–5 % izliva, ostalo so pomožne snovi, ki dajejo semenčicam energijo in jim pomagajo preživeti v kislem okolju nožnice, znižajo viskoznost za lažje plavanje ter zavrejo imunski odziv. Izloček semenjaka predstavlja 65–75 %, izloček prostate 25–30 % in izloček mehurčastih žlez manj kot 1 % celotne prostornine. Pri moškem, ki mu je bila opravljena vazektomija, vsebuje sperma le pomožne snovi brez semenčic.
Po videzu je človeška sperma prosojna, z belkastim, sivkastim ali rumenkastim odtenkom. Prisotnost krvi (hematospermija) ji lahko da rožnato ali rdečkasto barvo, kar je lahko bolezenski znak.